# Nattyflo
Nattyflo bzw. Natty Flo, eigentlich Florian Borns, ist ein deutscher Reggaedancehall-Sänger.

## Musik
Bekannt wurde er durch Auftritte mit Nosliw, der ursprünglich von ihm entdeckt wurde. Er beschäftigte sich lange Zeit mit dem Aufbau der Reggae-Fachzeitschrift Riddim. Seine Alben erscheinen bei Rootdown Records. 

## Diskografie (Auszug)
- 2002: Wochenend (EP)
- 2005: Immer Vorwärts (Album)
- 2009: Soulgefühl (Album)

sowie Beiträge auf Compilations und Alben 